# Geir Gulliksen
Geir Gulliksen (Kongsberg, Noruega, 31 de marzo de 1963) es un escritor y editor noruego. 

## Biografía
Geir Gulliksen estudió en la escuela de redactores de Bø i Telemarken y se graduó en 1985. Debutó como escritor en el año 1986 con la novela Mørkets munn y desde entonces ha escrito multitud de obras narrativas, líricas, dramáticas y ensayísticas.  Desde el año 2000 es jefe de redacción de la editorial noruega Oktober. 
Gulliksen ganó notoriedad en los años noventa tras impulsar la carrera de toda una generación de escritores, entre los que se encuentran Linn Ullmann, Kristine Næss, Karl Ove Knausgård, Tore Renberg y Lars Ramslie. En 2008, ganó el premio Mads Wiel Nygaard Legat.
El poema “Alt dette skal begynne en gang til (Todo esto debe empezar de nuevo)”, de la antología “Se på meg nå (Mírame ahora)” ganó el premio del jurado y oyentes de NRK P2 en 2005.